# Скидан, Алина Алексеевна
Алина Алексеевна Скидан (род. 24 октября 1994) — украинская футболистка, защитница.

## Биография
По состоянию на 2013 год выступала за клуб высшей лиги Украины «Атекс-СДЮШОР-16» (Киев). Позднее перешла в черниговскую «Легенду», с которой становилась серебряным (2015) и бронзовым (2016, 2017, 2018) призёром чемпионата страны, финалисткой Кубка Украины (2015, 2016, 2018). Летом 2018 года, после расформирования «Легенды», перешла в грузинский клуб «Мартве», в его составе принимала участие в играх еврокубков. После возвращения на родину провела полтора сезона в клубе «Еднисть» (Плиски). Всего в чемпионатах Украины по состоянию на сентябрь 2020 года сыграла более 100 матчей и забила более 40 голов.
В сентябре 2020 года перешла в российский клуб «Рязань-ВДВ». В первом сезоне единственный матч за команду в чемпионате России сыграла 31 октября 2020 года против «Енисея», заменив на 89-й минуте Асю Туриеву. На следующий год сыграла 18 матчей. В 2023 году перешла в «Динамо-БГУФК», а в 2024 — в казанский «Рубин».
Вызывалась в молодёжную сборную Украины (до 19 лет). Участница международного турнира «Кубанская весна» 2013 года.